# The Oculus
The Oculus EP è il terzo EP del gruppo musicale metalcore 36 Crazyfists, pubblicato il 19 aprile 2008.
L'EP contiene 2 canzoni che verranno riproposte nell'album The Tide and Its Takers, e Criminal Justice, cover della band di Seattle denominata i Satchel.

## Tracce
1. Absent Are the Saints – 3:50
2. We Gave It Hell – 3:12
3. Criminal Justice – 4:18